# الکسی سلیورستوف
الکسی سلیورستوف (روسی: Алексей Николаевич Селиверстов؛ زادهٔ ۲۴ ژوئیهٔ ۱۹۷۶) از برندگان مدال‌های بازی‌های المپیک زمستانی ۲۰۰۶ اهل روسیه است.